# الجيش البريطاني خلال الحرب العالمية الثانية

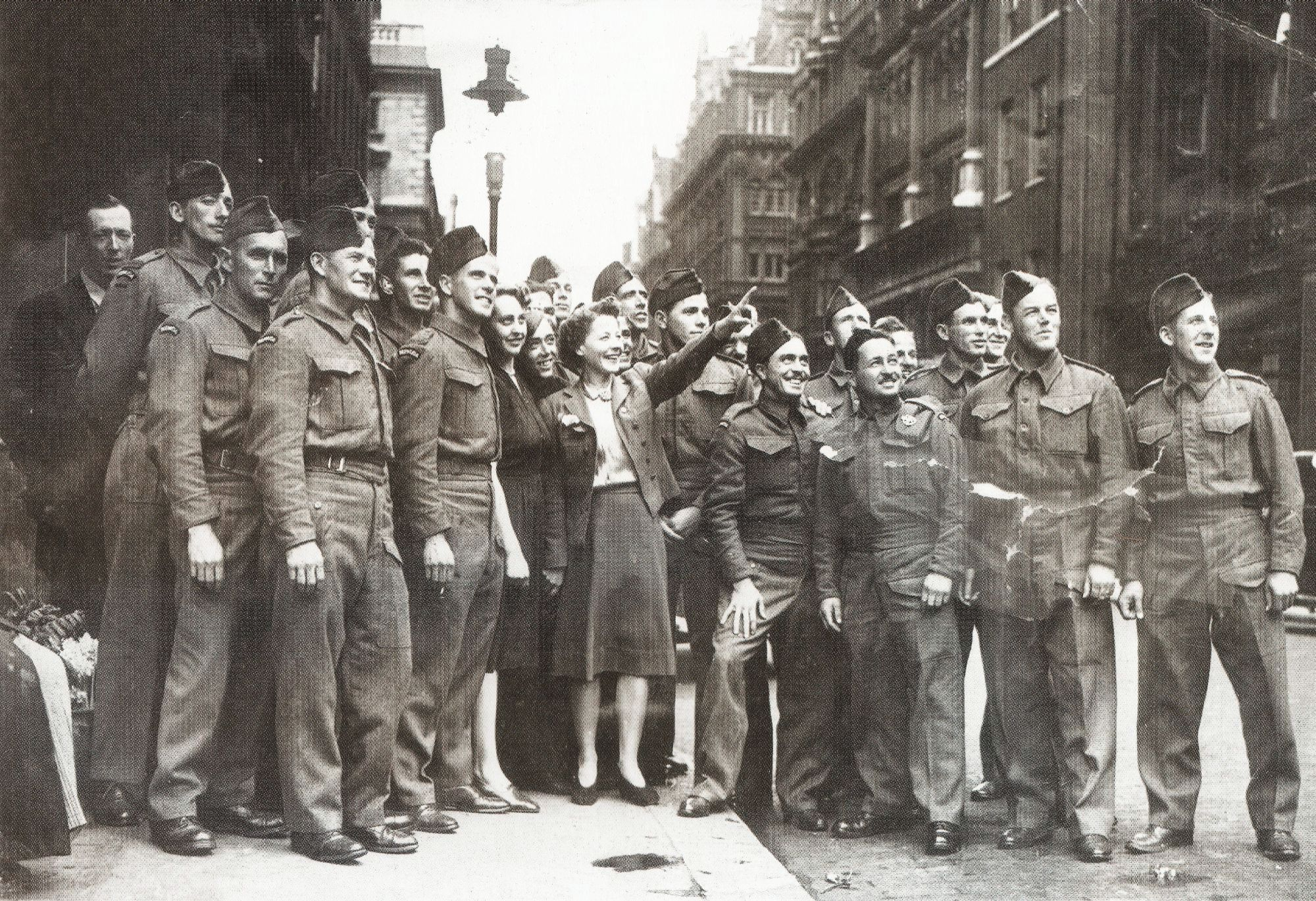
جنود من فيلق البندقية البرمودي يخدمون مع فوج لينكولنشاير، في بريطانيا حوالي عام 1944.

في بداية عام 1939، كان الجيش البريطاني جيشًا صغيرًا من المتطوعين المحترفين. في بداية الحرب العالمية الثانية، أي في 3 سبتمبر 1939، كان الجيش البريطاني صغيرًا مقارنةً بأعدائه، مثلما كان عليه الحال في الحرب العالمية الأولى. سرعان ما أصبح واضحًا أيضًا أن الهيكل الأولي والقوة البشرية للجيش البريطاني كانا غير مستعدين بشكل يرثى له وغير مجهزين لحرب ضد أعداد متعددين على جبهات متعددة. خلال سنوات الحرب المبكرة، عانى الجيش البريطاني من الهزيمة في كل مسرح حرب نُشر فيه تقريبًا. ولكن منذ عام 1943، بدءًا بالحملة التونسية، بدأ الحظ يحالفه ولم يتعرض الجيش البريطاني لهزيمة إستراتيجية أخرى أبدًا، على الرغم من بعض الإخفاقات التكتيكية (أبرزها معركة آرنم في سبتمبر 1944). في حين أن هناك عددًا من الأسباب لهذا التحول في الحظ، منها على الأقل انضمام الولايات المتحدة إلى الحلفاء من 8 ديسمبر 1941، وكان وجود جيش بريطاني أقوى عاملًا مهمًا أيضًا. شمل ذلك معدات وتدريب أفضل واستخبارات عسكرية أفضل وتجنيدًا جماعيًا سمح للجيش البريطاني بالتوسع لتشكيل جيوش أكبر ومجموعات عسكرية، بالإضافة إلى إنشاء تشكيلات متخصصة جديدة مثل القوة الجوية الخاصة والقوة البحرية الخاصة والمغاوير وفوج المظلات. ترقى ثمانية رجال إلى رتبة مشير ميداني لقيادة هذه الجيوش الجديدة. بحلول نهاية الحرب العالمية الثانية، خدم 2.9 مليون رجل في الجيش البريطاني الذي عانى من نحو 300000 قتيل عسكري و376239 جريح.

## خلفية تاريخية

### حملات الجيش البريطاني الرئيسية خلال الحرب العالمية الثانية
استُدعي الجيش البريطاني للقتال في جميع أنحاء العالم، بدءًا من الحملات في أوروبا في عام 1940. بعد إخلاء دنكيرك الذي نفذته قوات الحلفاء في فرنسا (مايو - يونيو 1940)، قاتل الجيش في مسارح البحر الأبيض المتوسط والشرق الأوسط، وفي حملة بورما. بعد سلسلة من الانتكاسات والانسحابات والإخلاءات، أمسك الجيش البريطاني وحلفاؤه بزمام الأمور في نهاية المطاف. بدأ ذلك بالنصر في الحملة التونسية في شمال إفريقيا في مايو 1943، تلا ذلك استسلام إيطاليا بعد غزو صقلية والبر الرئيسي الإيطالي في عام 1943. في عام 1944 عاد الجيش البريطاني إلى فرنسا وأعاد حلفاؤه الجيش الألماني نحو ألمانيا. في هذه الأثناء في شرق آسيا، طُرد الجيش الياباني من قِبل الحلفاء من الحدود الهندية وحتى شرق بورما. في عام 1945، هُزم الجيشان الألماني والياباني واستسلما في غضون أشهر فيما بينهما.

### أثر الحرب العالمية الأولى
تكبد الجيش البريطاني خسائر فادحة خلال الحرب العالمية الأولى وعاد العديد من الجنود ساخطين من تجاربهم. عانى الشعب البريطاني أيضًا من صعوبات اقتصادية وساهمت بداية الكساد الكبير بعد الحرب في ثلاثينيات القرن العشرين في انتشار الكراهية على نطاق واسع للمشاركة في حرب أخرى. كانت إحدى النتائج هي تبني مبدأ تجنب الخسائر، إذ عرف الجيش البريطاني أن المجتمع البريطاني، والجنود أنفسهم، لن يسمحوا مرة أخرى بالتضحية بالأرواح بشكل متهور. حلل الجيش البريطاني دروس الحرب العالمية الأولى وطورها إلى عقيدة بين الحربين، وفي نفس الوقت حاول التنبؤ بكيفية تأثير التقدم في الأسلحة والتكنولوجيا على أي حرب مستقبلية.
أعاقت خزينة الأموال التطورات. في عام 1919، قُدمت قاعدة العشر سنوات، والتي نصت على أنه يجب على القوات المسلحة البريطانية صياغة تقديراتها «على افتراض أن الإمبراطورية البريطانية لن تشارك في أي حرب كبرى خلال السنوات العشر القادمة». في عام 1928، نجح ونستون تشرشل، الذي كان آنذاك مستشار الخزانة (والذي أصبح فيما بعد رئيسًا للوزراء)، في حث الحكومة البريطانية على جعل القاعدة مستدامة ذاتيًا بحيث تكون سارية المفعول ما لم تُبطل بحدث محدد.

## التنظيم

### الحرب العالمية الثانية
عند اندلاع الحرب العالمية الثانية، تشكلت فرقتين مدرعتين فقط (هما الأولى والسابعة)، مقارنةً بالفرق المدرعة السبع للجيش الألماني. في سبتمبر 1939، كان لدى الجيش البريطاني ما مجموعه 892697 ضابطًا ورجلًا في كل من الجيش النظامي بالدوام الكامل والجيش الإقليمي بالدوام الجزئي. يمكن للجيش النظامي أن يحشد 224000 رجل، مدعومين باحتياطي من 173700 رجل. دُرّب 3700 رجل فقط من جنود الاحتياط في الجيش النظامي وكان الباقون في الحياة المدنية لمدة تصل إلى 13 عامًا. في أبريل 1939، جُنّد 34500 رجل إضافي في الجيش النظامي ولم يكملوا تدريبهم الأساسي إلا عشية الحرب. بُني الجيش النظامي من نحو 30 من كتائب الفرسان أو المدرعات و 140 كتيبة مشاة. بلغ عدد قوات الجيش الإقليمي 438100، مع احتياطي يبلغ نحو20750 رجل. كانت هذه القوة تتألف من 29 فوجًا من اليوامنة (ثمانية منها لا تزال تعمل آليًا بالكامل)، و12 دبابة و 232 كتيبة مشاة.
في مايو 1939، قدم قانون التدريب العسكري لعام 1939 تجنيدًا محدودًا لمواجهة التهديد المتزايد لألمانيا النازية. يشترط القانون على جميع الرجال الذين تتراوح أعمارهم بين 20 و22 عامًا إجراء تدريب عسكري مدته ستة أشهر. حين أعلنت المملكة المتحدة الحرب على ألمانيا في 3 سبتمبر 1939، مُرر قانون الخدمة الوطنية (القوات المسلحة) لعام 1939 إلى البرلمان، والذي فرض على جميع الرجال الأصحاء الذين تتراوح أعمارهم بين 18 و41 عامًا التسجيل للتدريب (باستثناء أولئك العاملون في الصناعات والمهن المعفاة).

#### فرق المشاة
خلال الحرب، أنشأ الجيش البريطاني 43 فرقة مشاة. لم تكن كل هذه الكتائب موجودةً في ذات الوقت، وتشكلت العديد منها باعتبارها تشكيلات تدريبية أو إدارية بحتة. في بداية الحرب، كان هناك ثمانية فرق عسكرية نظامية. أُنشئت ثمانية أخرى خلال الحرب، وحل بعضها محل التشكيلات التي كانت موجودة مسبقًا. احتوى الجيش الإقليمي على 12 فرقة (وهي التشكيلات التي كانت موجودة بشكل عام منذ ظهور القوة الإقليمية في أوائل القرن العشرين؛ كانت تعرف باسم الخط الأول)، وأُنشئت 12 فرقة أخرى (تسمى الخط الثاني) من كوادر صغيرة. أُنشئت خمس كتائب مشاة أخرى خلال الحرب.